# Joel Ignacio Almeida
Joel Ignacio Almeida Huerta (Victoria de Durango, Durango, México; 29 de enero de 1991) es un futbolista mexicano. Juega de Portero y su equipo actual es el Municipal Limeño de la Liga Pepsi.

## Trayectoria

### Clubes
| Club                 | País        | Año         | Partidos | Goles |
| -------------------- | ----------- | ----------- | -------- | ----- |
| Durango Vizcaya      | México      | 2007 - 2008 | 13       | 0     |
| Universidad Nacional | México      | 2008 - 2010 | 10       | 0     |
| Alacranes de Durango | México      | 2010 - 2014 | 87       | 3     |
| Santos de Soledad    | México      | 2014        | 10       | 0     |
| San Ġwann            | Malta       | 2014 - 2015 | 12       | 0     |
| Santos de Soledad    | México      | 2015        | 8        | 0     |
| Santa Tecla          | El Salvador | 2015 - 2019 | 175      | 0     |
| El Vencedor          | El Salvador | 2020        | 11       | 0     |
| Atlético Marte       | El Salvador | 2020 -      | -        | -     |
| Municipal Limeño     | El Salvador | 2024        | 8        |       |
| Total:               | Total:      | Total:      | 326      | 3     |

### Palmarés
| Club        | Competición      | País        | Año      |
| ----------- | ---------------- | ----------- | -------- |
| Santa Tecla | Liga Pepsi       | El Salvador | Ap. 2016 |
| Santa Tecla | Liga Pepsi       | El Salvador | Cl. 2017 |
| Santa Tecla | Copa El Salvador | El Salvador | 2016-17  |
| Santa Tecla | Liga Pepsi       | El Salvador | Ap. 2018 |
| Santa Tecla | Copa El Salvador | El Salvador | 2018-19  |